# Johann Jakob Atzel
Johann Jakob Atzel (* 31. Juli 1754 in Lohnsfeld bei Winnweiler, Grafschaft Falkenstein, Pfalz; † 25. März 1816 in Ulm, nicht in Stuttgart 1820!) gehörte zu den namhaftesten Baukünstlern seiner Zeit. Er studierte an der Hohen Carlsschule und beendete seine Laufbahn als für große Teile Oberschwabens zuständiger Landvogt-Baumeister in Ulm.

## Leben und Wirken
Atzel kam als Kind mit seinen Eltern nach Ludwigsburg, wo der Vater in der dortigen Porzellanmanufaktur Arbeit gefunden hatte. Dieser starb aber bald darauf. Seine Witwe heiratete einen ebenfalls in der Manufaktur angestellten Packer Müller.
Atzel scheint in Ludwigsburg die Schule besucht zu haben und war danach bereits 1768 Zögling der Académie des Arts in Ludwigsburg. Am 27. April 1770 kam der Sechzehnjährige in das von Herzog Carl Eugen von Württemberg wenige Monate zuvor gegründete militärische Waisenhaus, das später allgemein als Hohe Carlsschule bekannt wurde und zuletzt den Rang einer Universität besaß. Als Eleve der Architektur wurde er besonders von seinem Lehrer Reinhard Ferdinand Fischer geprägt und studierte vornehmlich Zivilbaukunst. Als Schüler war er gut bekannt mit dem um fünf Jahre jüngeren, später berühmten Dichter Friedrich Schiller. 1782 fertigte Atzel für eine Abhandlung Schillers im Wirtembergischen Repertorium der Literatur mehrere Grabmalentwürfe, die ihn schlagartig bekannt machten. Die kurzlebige Zeitschrift war von Atzel gemeinsam mit dem Professor an der Carlsschule Jakob Friedrich Abel, sowie seinen Kommilitonen Friedrich Schiller und Johann Wilhelm Petersen gegründet worden.
Im Februar 1778 erhielt er den Titel eines „Cabinets-Dessinateurs“ und wurde als Lehrer für Handzeichnen, Architektur und Perspektive an der Hohen Carlsschule übernommen. Er war Lehrer und Förderer, wie Major Karl August Friedrich von Duttenhofer, von Christian Zais, dem später berühmten Stadtentwickler von Wiesbaden. 1787 erhielt er das Angebot des Markgrafen von Ansbach und wurde dort Landbauinspektor. Nach wenigen Jahren kehrte er jedoch nach Stuttgart zurück und betätigte sich nun als Architekt. Nachdem Württemberg zum Königreich aufgestiegen war, wechselte Atzel in den Staatsdienst und wurde Baudirektor in Stuttgart.
Am 24. Juli 1808 erfolgte die Ernennung zum Landbaumeister für die Kreise Ehingen und Altdorf. In diesem Amt war er in den neu an Württemberg gefallenen Gebieten für die Aufnahme und Kartierung öffentlicher Gebäude und Flächen ebenso zuständig wie für deren Instandsetzung und Erhaltung. Die Planung von Neubauten war seltener erforderlich, musste aber auch geleistet werden. Im Oktober 1810 wechselte er als Landbaumeister der Landvogteien an der Donau und am Bodensee nach Ulm. Dort starb er 62 Jahre alt.

## Bauten
Von seinen Arbeiten seien beispielhaft genannt der Bau von Wohnungen in der ehemaligen Kaserne in Biberach/Riß, der Bau des Oberamtsgebäudes in Riedlingen sowie umfangreiche Instandsetzungsarbeiten am Landvogteigebäude in Ulm und am Wag- und Lagerhaus ebd. sowie 1815 der Neubau der Kirche in Herrlingen. 1812 fertigte er einen nicht realisierten kolorierten Gestaltungsentwurf für den Friedhof (Entwurf wie der Gottesacker mit einer Mauer eingefasst werden könnte).

## Werke
- Über Leichenhäuser, vorzüglich als Gegenstände der schönen Baukunst betrachtet. Stuttgart 1796.